# Kulbir Bhaura
Kulbir Singh Bhaura (ur. 15 października 1955 w Dźalandharze) – brytyjski hokeista na trawie. Dwukrotny medalista olimpijski.
Urodził się w Indiach. Występował w napadzie. Grał w reprezentacji Wielkiej Brytanii (61 razy) i Anglii (84 spotkań), z drugą był m.in. wicemistrzem świata w 1986 i medalistą mistrzostw Europy. Brał udział w dwóch igrzyskach (IO 84, IO 88), za każdym razem zdobywał medale: brąz w 1984 oraz złoto w 1988.